# Swastika (Ontario)

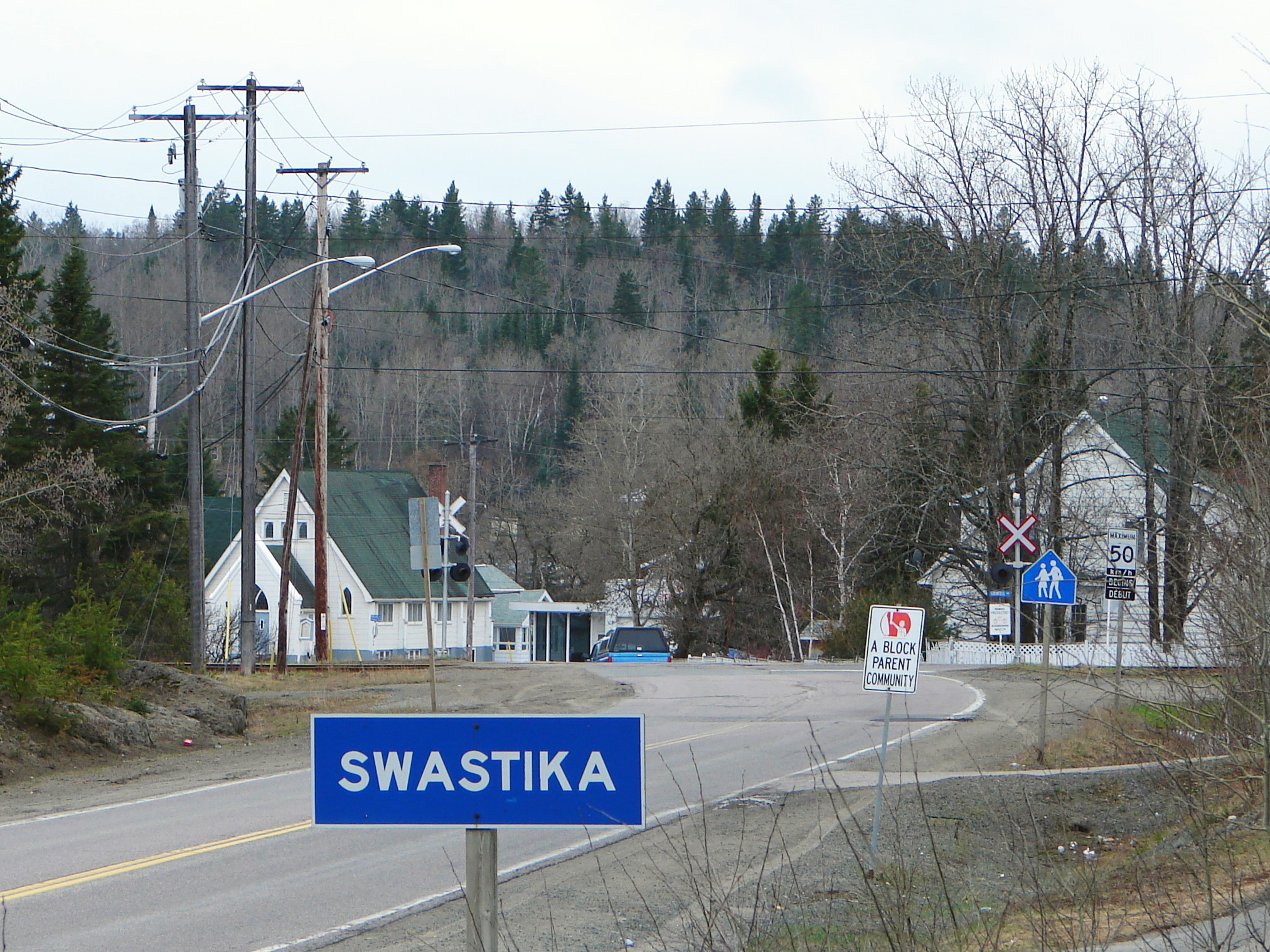
Cartello della città

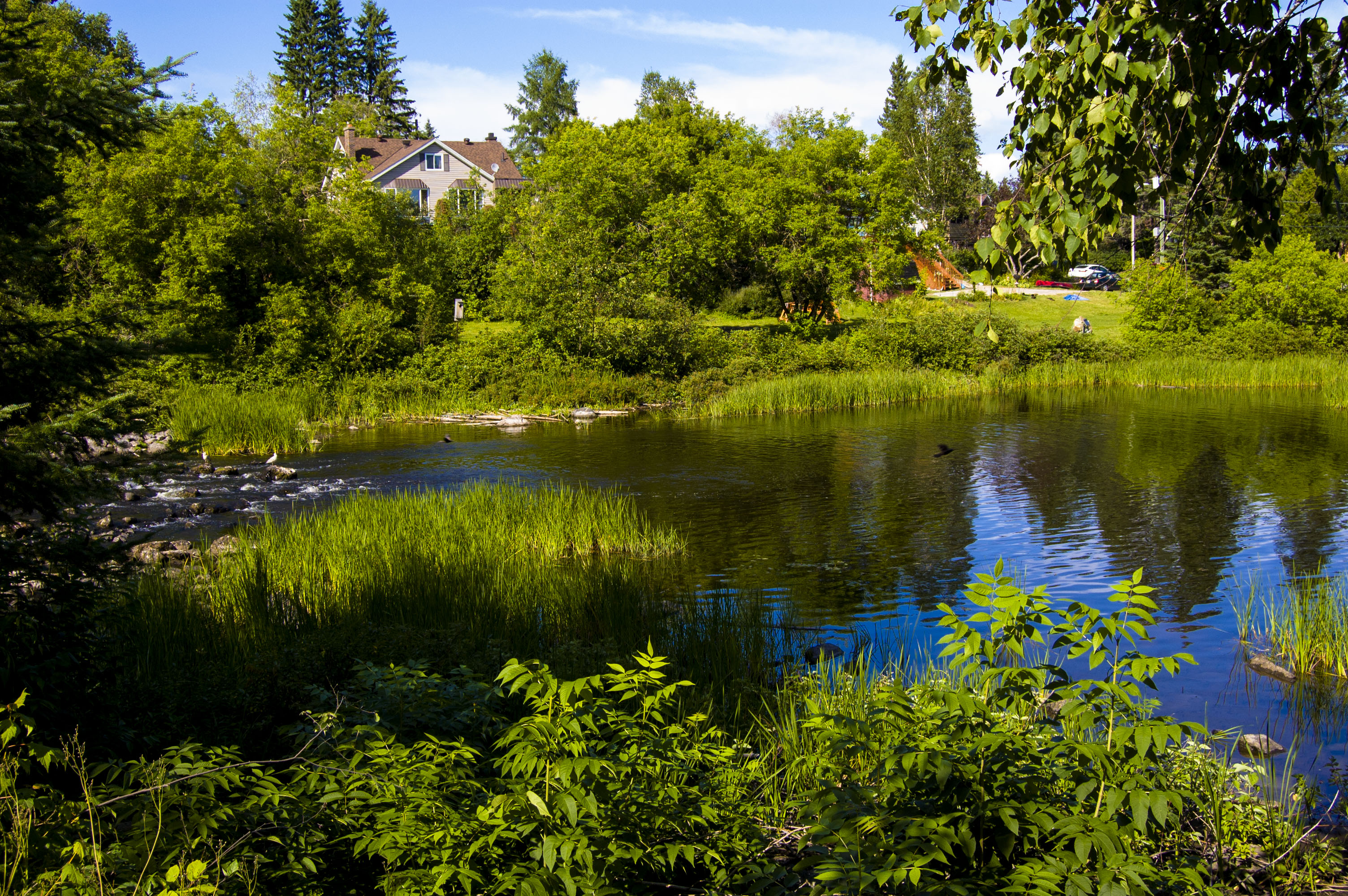
Lo Swastika Fireman's Park

Swastika è una comunità fondata attorno a un sito minerario a nord della provincia di Ontario, in Canada, nel 1908. Oggi è all'interno dei confini comunali di Kirkland Lake, in Ontario.
È stato spesso citato sugli elenchi di luoghi con nomi insoliti, oltre ad essere il luogo di concepimento di Unity Valkyrie Freeman-Mitford, una delle amanti di Adolf Hitler, che era affascinato proprio da questo e dal suo secondo nome; la sua famiglia possedeva delle miniere d'oro nella zona.

## Storia

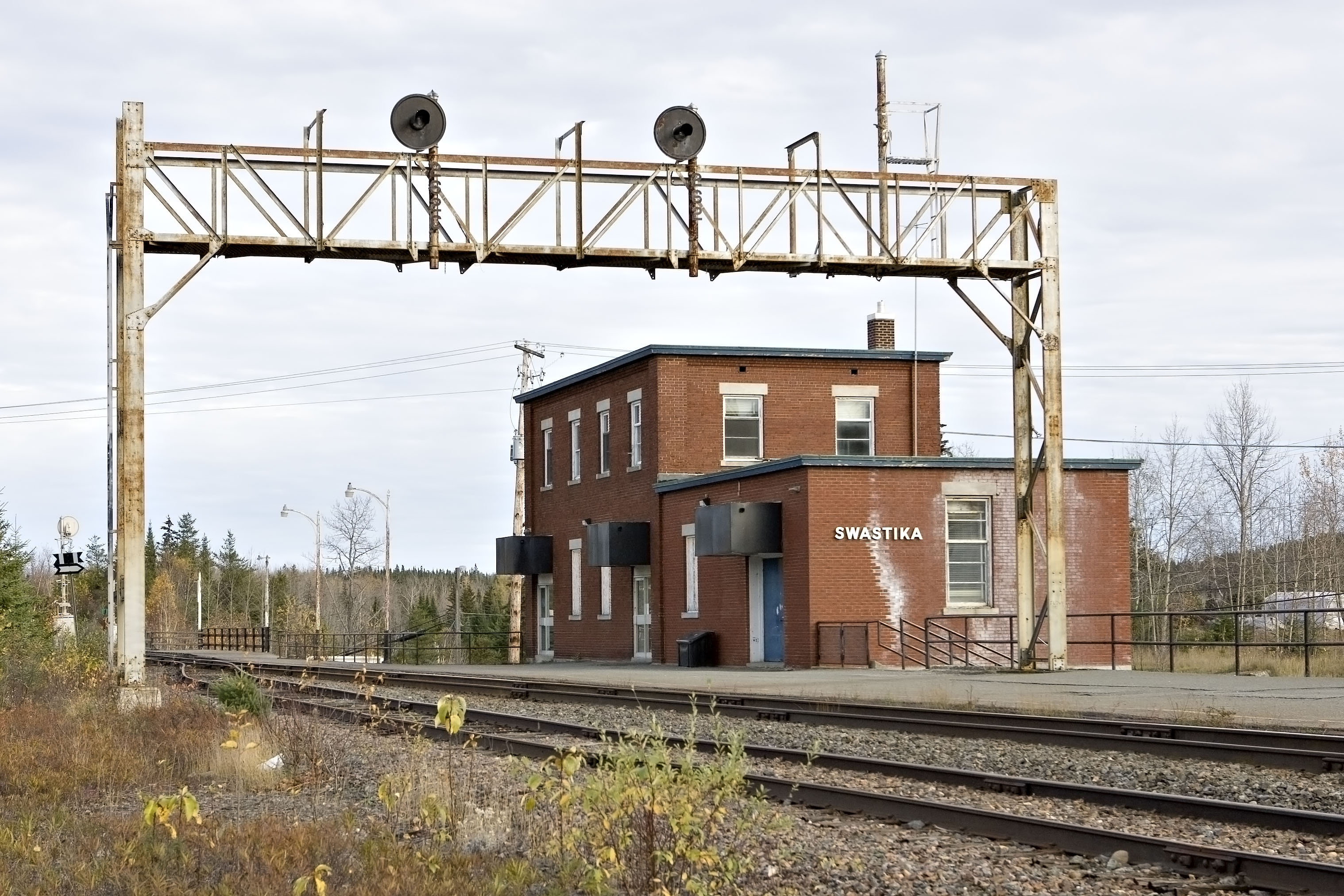
Stazione ferroviaria di Swastika

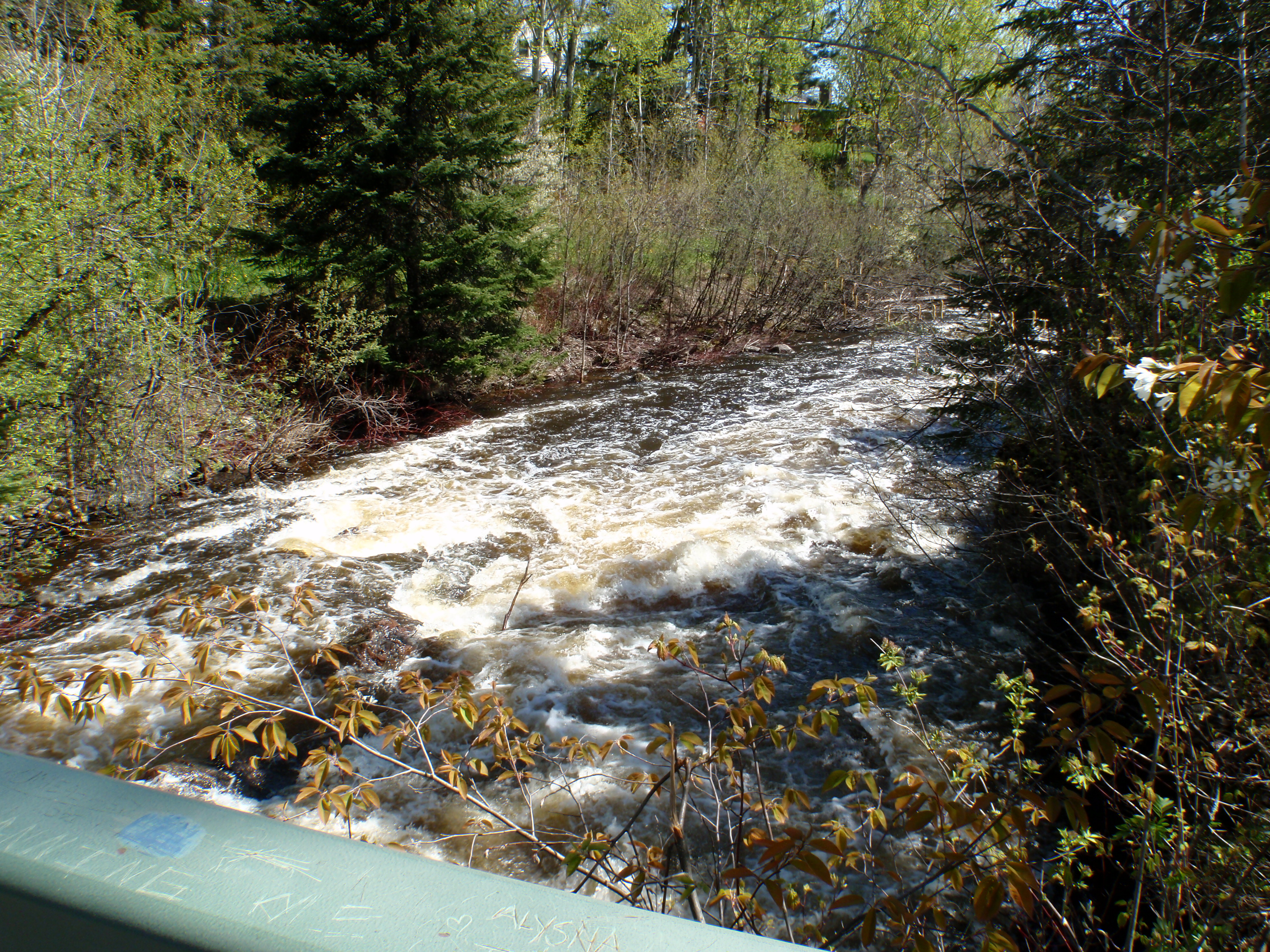
Vista dal ponte della ferrovia

La città ha assunto questo nome dopo che la Swastika Gold Mine è stata picchettata nell'autunno del 1907 e incorporata il 6 gennaio 1908.
La società Temiskaming and Northern Ontario Railway possedeva un accampamento di ingegneri nelle vicinanze, in quanto dovevano costruire due ponti ferroviari mentre avanzavano verso nord. Il primo uso del nome Swastika avvenne nel loro Rapporto Annuale del 1907, per indicare che un serbatoio d'acqua era situato nel sito per soddisfare le esigenze dei treni a vapore .
Cercatori d'oro e minatori si affollarono nell'area e in tutta la regione circostante; nel 1909 la società Lucky Cross Mine cominciò a estrarre e produrre oro. Già da due anni prima, comunque, aveva cominciato a svilupparsi una comunità, con una fattoria unita al gruppo di alloggi.
Swastika aveva una popolazione di 450 persone nel 1911, con la società Lucky Cross Mine e le miniere in funzione. A partire da quell'anno anche l'hotel della cittadina e le attività commerciali iniziarono ad avere maggiori introiti economici: l'area ad est era fortemente picchettata e, nel 1912, furono scoperte le principali miniere d'oro di Kirkland Lake da parte di Harry Oakes.
Swastika era il principale collegamento per i trasporti e le comunicazioni, grazie al suo centro ferroviario. Chiese, scuole e organizzazioni della comunità hanno continuato a soddisfare le esigenze dei residenti della zona.
La Swastika Mine fu in seguito chiamata Crescent Mine.
Nel 2008, la comunità ha celebrato il centenario della città.